# Avshalom Feinberg
Avshalom Feinberg (אבשלום פיינברג; Gedera, 23 ottobre 1889 – Penisola del Sinai, 20 gennaio 1917) è stato un agente segreto ottomano, uno dei leader Nili, la rete di spie ebraiche, in favore degli inglesi, operativa nella Palestina ottomana durante la prima guerra mondiale.

## Biografia
Feinberg nacque a Gedera, Palestina, all'epoca parte dell'Impero ottomano, e studiò in Francia.
Ritornò per lavorare con Aaron Aaronsohn alla stazione di ricerca agronoma di Atlit.
Subito dopo l'inizio della prima guerra mondiale, Aaron Aaronsohn fondò segretamente con la sorella Sarah Aaronsohn il Nili e ben presto Feinberg vi si unì.
Nel 1915 Feinberg viaggiò spesso in Egitto e aprì i contatti con l'intelligence della marina britannica per conto del Nili.
Nel 1917 partì di nuovo per l'Egitto questa volta a piede. Fu ucciso dai beduini nelle vicinanze del fronte inglese nella penisola del Sinai nei pressi di Rafah. 
Il suo destino è rimasto nascosto fin dopo la fine della guerra dei Sei Giorni quando i suoi resti furono ritrovati sotto una palma nata dai semi che aveva in tasca.
Nel 1970 un nuovo insediamento israeliano sorto nella penisola del Sinai prese il nome di Avshalom in suo ricordo.
Sebbene questo fu abbandonato in seguito agli accordi di Camp David un nuovo insediamento con lo stesso nome è stato fondato in Israele nel 1990.